# Лучич, Милан
Милан Лучич (англ. Milan Lucic; род. 7 июня 1988, Ванкувер, Британская Колумбия) — канадский хоккеист, левый крайний нападающий, обладатель Кубка Стэнли в составе «Бостон Брюинз» в 2011 году. Чемпион мира 2023 года в составе сборной Канады.

## Карьера в НХЛ
На драфте НХЛ 2006 года был выбран под общим 50-м номером во втором раунде командой «Бостон Брюинз». В 2007 году подписал контракт новичка с командой на 3 года. В дебютном для себя сезоне набрал 27 очков в 77 играх и ещё 2 очка набрал в плей-офф. В начале следующего сезона сделал свой первый хет-трик в карьере.
6 октября 2009 года подписал контракт с «Бостон Брюинз» до 2013 года. Сезон 2009/10 был омрачён для игрока рядом травм (перелом пальца, вывих лодыжки). А «мишки» не смогли пройти «Филадельфию Флайерз» в плей-офф, ведя по ходу серии 3-0.

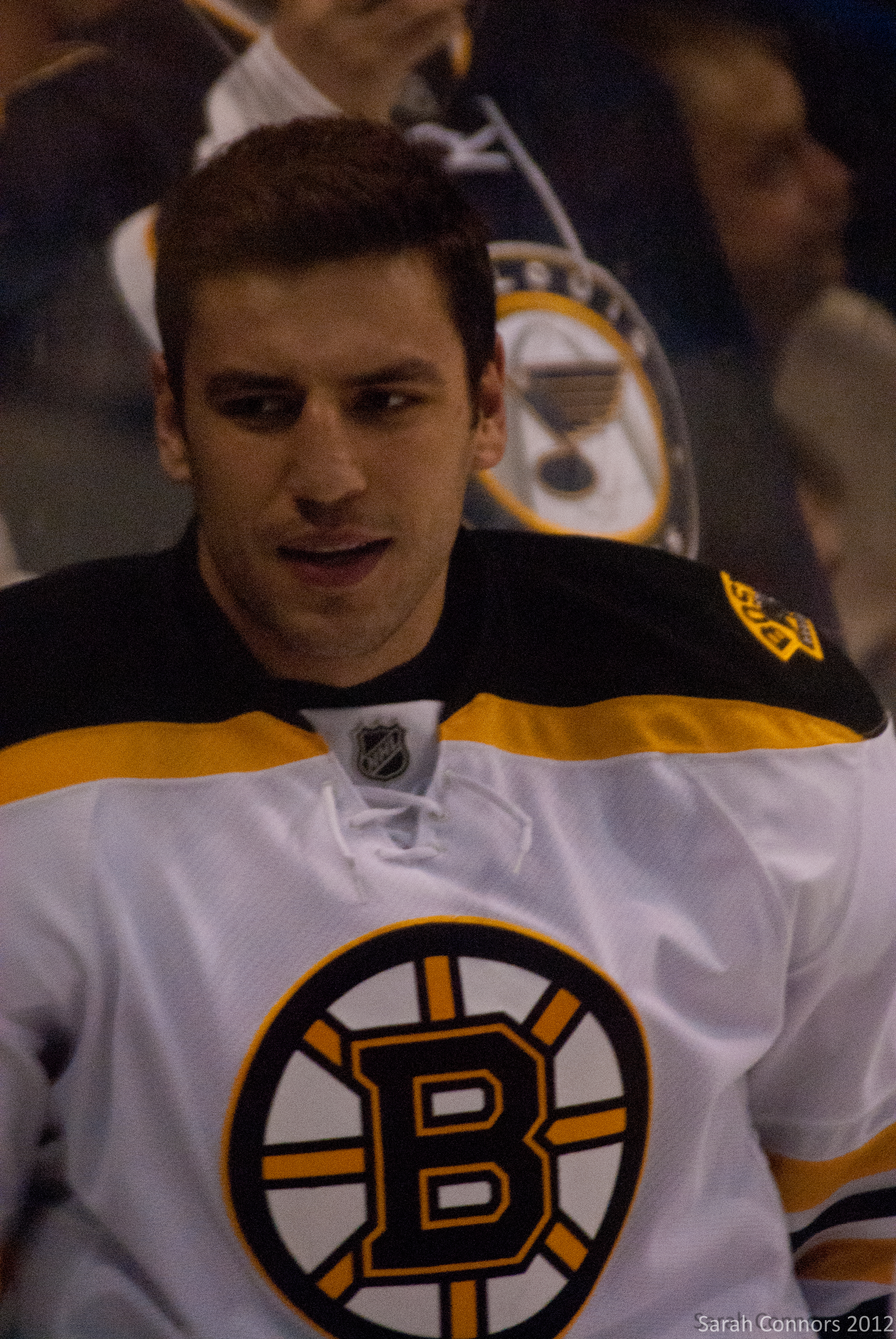
Лучич в составе «Бостон Брюинз» в 2012 году

Зато новый сезон сложился просто триумфально. Милан набрал 62 очка, став лучшим бомбардиром и снайпером команды в регулярном чемпионате. В плей-офф он сбавил обороты, но тем не менее набрал 12 очков в 25 играх и помог «Бостону» впервые за 39 лет выиграть Кубок Стэнли.
26 июня 2015 года «Бостон» обменял Лучича в «Лос-Анджелес Кингз» на вратаря Мартина Джонса, защитника Колина Миллера и выбор в первом раунде драфта 2015 года.
Летом 2016 года «Кингз» предложили игроку новый 8-летний контракт, но Лучич решил в статусе неограниченно свободного агента перейти в «Эдмонтон Ойлерз», заключив 7-летний контракт на сумму $ 42 млн. Так как 17-й номер был выведен из обращения в «Ойлерз» в честь Яри Курри, Лучич взял себе 27-й номер, под которым выступал в молодые годы. Первый сезон в Эдмонтоне сложился для Лучича неплохо — 50 очков (23+27) в 82 матчах, но за следующие два сезона он набрал только 54 очка (16+38) в 161 матче, а «Ойлерз» оба раза не вышли в плей-офф.
19 июля 2019 года «Ойлерз» обменяли Лучича в «Калгари Флэймз» на нападающего Джеймса Нила, а также условный выбор в третьем раунде драфта 2020 года. В сезоне 2019/20 Лучич ограничился 20 очками (8+12) в 68 матчах.
13 апреля 2021 года Лучич сыграл свой 1000-й матч в регулярных сезонах НХЛ, он стал 352-м хоккеистом, достигшим этой отметки.

## Статистика
| Легенда | Легенда                    | Легенда | Легенда                   | Легенда | Легенда    |
| ------- | -------------------------- | ------- | ------------------------- | ------- | ---------- |
| И       | Количество проведённых игр | Штр     | Штрафное время            | +/−     | Плюс-минус |
| Г       | Голы                       | П       | Голевые передачи          | О       | Очки       |
| -       | Статистика неизвестна      | —       | Статистика не учитывалась |         |            |